# المجمع المغلق 1669-1670
المجمع المغلق 1669-1670 هو المجمع الموكول بانتخاب بابا الكنيسة الكاثوليكية الجديد بعد استقالة البابا. انعقد مجمع الكرادلة لانتخاب البابا الجديد بدءًا من
20 ديسمبر 1669 وانتهى في 29 أبريل 1670. انتُخبَ كليمنت العاشر ليكون البابا الجديد للكنيسة.
عُقدَ المجمع في إيطاليا .